# رحمان بابا
عبدالرحمان مومند، مشهور به رحمان بابا (زادهٔ ۱۰۴۲ ه‍.ق - درگذشتهٔ ۱۱۲۸بود. ه‍.ق)، صوفی بزرگ سدهٔ هفدهم و شاعر ملی پشتون‌ها بود.
شاعران هم دوره رحمان ت لوانی و خوشحال خان ختک بودند. دیوان رحمان بابا که مشتمل بر پنج هزار شعر می باشد در دو دفتر نوشته شده است هر دفتر آن از نظر ردیف کامل می باشد و شامل بر چند قصیده، و مخمس و بیشتر غزل می باشد.و مضامین بشر دوستي، معرفت و تصوف را با کمال سلاست و سادگی و روانی بیان کرده است. هر دو دفتر از نظر فنون شاعرانه و ادب و نزاکت و لطافت خیال فرقی با هم ندارند. عده ای از مورخین عقیده دارند که رحمان بابا دیوان خود را در زندگی خود تنظيم نکرده است اما از برخی از شعرهای رحمان بابا چنین بر می آید که نامبرده در زندگی خود شعرش را تنظيم کرده و به شکل دیوان در آورده بود.(عبدالحئ پشتانه شعراء صفحه ۱۹۵ ) رحمان بابا در زبانهای پشتو، فارسی و عربی تبحر داشت.
دیوان اشعار رحمان بابا سلیس و به زبان ساده و روان می باشد و خوانندگان پشتون در محافل خود آنرا می خوانند. اشعارش مشتمل است بر مضامین اخلاقي ، دیني، اجتماعي و تصوف ومردم داری می باشد در تمام اقشار پشتونها به شعرهای رحمان بابا ارج می نهند و مردم عوام وخواص عاشق اشعار او هستند. در میان پشتونها کمتر کسی پیدا می شود که یکی از اشعار رحمان بابا را حفظ نباشد( عبدالرووف بینوا، مقدمه دیوان رحمان بابا صفحه۲-۳)مثلا به این دو شعر توجه کنید:
کر د ګلو کړه چې سیمه دې ګلزار شی
ازغي مه کره په پښو کې به دې خار شي
ته چې بل په غشو ولې هسې پوه شه
چې همدا غشی به ستا په لور ګذار شي
ته چې بل ته کوهی کنې هسې پوه شه
چرې ستا به د کوهي په غاړه لار شي

## زندگی‌نامه
رحمان بابا فرزند عبدالستار، در سال ۱۰۴۲ ه‍.ق در قریهٔ بهادر علاقه پشتونخواه، پیشاور متولد شد. او از قوم مومند بود اما با این حال خود را مومند نمی‌دانست و شعری از وی چنین سروده شده‌است:
نه خلیل، نه داودزی یم، نه مومند
ترجمه: من عاشق هستم و سرو کارم با عشق است. نه خلیل هستم، نه داودزی و نه مومند.
صفات عشق وصوفی گری و فنا فی الله بودن اورا ودار کرد که از روستای خود به منطقه هزار خانه پیشاور برود. تماشای جمال و قدرت الهی و محبت به محبوب حقیقی سبب شد که او شعر های شیرین بگوید.
دیوان رحمان بابا که مشتمل بر پنج هزار شعر می باشد در دو دفتر نوشته شده است هر دفتر آن از نظر ردیف کامل می باشد و شامل بر چند قصیده، و مخمس و بیشتر غزل می باشد.و مضامین بشر دوستي، معرفت و تصوف را با کمال سلاست و سادگی و روانی بیان کرده است. هر دو دفتر از نظر فنون شاعرانه و ادب و نزاکت و لطافت خیال فرقی با هم ندارند. عده ای از مورخین عقیده دارند که رحمان بابا دیوان خود را در زندگی خود تنظيم نکرده است اما از برخی از شعرهای رحمان بابا چنین بر می آید که نامبرده در زندگی خود شعرش را تنظيم کرده و به شکل دیوان در آورده بود.(عبدالحئ پشتانه شعراء صفحه ۱۹۵ ) رحمان بابا در زبانهای پشتو، فارسی و عربی تبحر داشت. اندیشه عرفانی رحمان بابا از کلام دو عارف و شاعر بزرگ مشرق زمین سعدی شیرازی و لسان الغیب حافظ شیرازی نیز متاثر بوده است. او شاعري غزل گو است و درکلام او کلمات فارسي بوفور بکار رفته است.
از چند جهت با شاعر پر آوازه فارسی حافظ شیرازی مشابهت دارد از جمله اینکه هر دو غزلخوان هستند از دروان ابتدایی زندگی هر دو اطلاعات کافي در دست نیست هر دو یک دیوان دارند هر دو منطقه خود را ترک نکرده اند و به هردو لسان الغیب گفته می شود و مردم به اشعارش فال می گیرند(سید غیور حسین تاثیرات حافظ شیرازي بر ادب پشتو مجله دانش شماره ۶۴-۶۵ بهار و تابستان ۱۳۸۰شمسي)
اگر چه استاد حبیب الله رفیع در کتاب خود رحمانی خم با توجه به اشعار او می نویسد که نامبرده به کابل هم رفته است .(مقدمه دیوان رحمان بابا استاد حبیب الله رفیع چاپ ۱۳۵۶ هجري شمسي) رحمان بابا در اشعار خود فقط احساسات پاک خود را بیان کرده است و به هیچ کس هجو نکرده است. البته گاهگاهی از مشکلات و ستمی که پادشاهان مغول هم عصر او برای مردم بوجود آورده اند و از حاکمان پیشاور گلایه دارد و آن را محکوم می کند.
شعر او آیینه احساسات و عواطف فطري انسان و ملي پشتونها می باشد که با زبان و شعرهای خیلی ساده از این خصوصیات حکایت کرده است.او در شعر های خود درس زندگی اجتماعي و آداب معاشرت و اخلاق و تهذیب می دهد او عشق و جذب را اساس حرکت دنیا می داند.
هغه ژوی چې بې خدایه محبت کا
همګی واړه بې ځایه محبت کا
محبت بې خدایه واړه د زړه رنځ دی
که مدام له چنګ و نایه محبت کا
خر خاری ده چې یې یو له بله کاندي
هر خود رای چې له خود رایه محبت کا
(دیوان رحمان صفحه۲۷ چاپ کابل سال ۱۳۲۶)
چې مدام د بل وعیبو ته نظر کړې
خدای له خپله عیبه ولې ناخبر کړې
که یوه جودانه عیب وینې په بل کې
هغه یو جودانه عیب به یې لوی غر کړې
خدای وتاته ملایکو مقام در کړ
ته دا خپل صورت په خپله ګاو خر کړې.
(دیوان رحمان صفحه ۱۳۵ چاپ کابل ۱۳۲۶)
دوباره دې راتله نیشته په دنیا
نن دې وار دی که دروغ کړې که رښتیا
هر چار چې تر وخت تیره شي عنقا شي
عنقا نه دي په دام نښتي د هیچا
که مقصود لرې تلوار کړه وخت کوتاه دی
غره مه شه د دې عمر په بقا
(دیوان رحمان بابا صفحه ۸ چاپ کابل سال ۱۳۲۶)
رحمان بابا اگر چه شاعر صوفی و متصوف است و از مشکلات و مسایل دنیا خوشش نمی آید اما شعرش از روح زندگی برخوردار است. مردم را فقط به رهبانیت دعوت نمی کند بلکه درس زندگی به آنها می دهد.و شعر او پیام چگونه زیستن را دارد. در شعرش وحدت الشهود ، عشق الهی و عشق محمدی موج می زند و در اشعار خود فقط طرفدار عشق الهی و حقیقی است و سایر لوازمات و امتیازات از جمله امتیازات قومی را فراموش کرده و آنرا محکوم می کند و ثبات در زندگی را رکن اساسی زندگی می داند. قبل از رحمان بابا مرزا خان انصاري در شاعری صوفیانه آوازه داشت و شاعري او رنگ عرفان داشت ولی از سلاست و روانی لازم برخوردار نبود.اما رحمان بابا در عرصه تصوف شعر سلیس و روان گفت و در برابر سوز عشق و بیان واردات او شعرهای سایر شعرا کمرنگ شدند.به همین علت رنگ وحدة الشهودی او بیشتر از وحدت الوجودی فرقه روشنیه مقبول شد.(عبدالحئ حبیبي پشتانه شعرا صفحه ۱۹۵ چاپ کابل ۱۳۲۰)
مردم عامه و فقراء و دوستداران خدا اشعار عبدالرحمان را زیاد می خوانند و مي پسندند مردم عوام از آن فال می گیرند و حتی طبقه زنان آنرا زیاد می خوانند(محمد هوتک بن داوود تدکرة الشعراء پته خزانه .صفحه ۹۴ ) د یوان او جز نصاب کتابهایی درسی درپشتونخوا و افغانستان می باشد چون خدا در دیوانش یک برکت و جذابیت خاصی گذاشته است که اشعارش خیلی زود به دل می نشینند و حفظ می شوند.او عزیز ترین و محبوب ترین شاعر درمیان پشتونها می باشد. قدیم ترین نسخه آن در سال ۱۲۹۳ هجری قمری به تصحیح مولوی احمد در لاهور چاپ شده استبعد از آن در سال ۱۳۲۶هجري شمسي دیوان او با تصحیح تدوین و تطبیق استاد عبدالرووف بینوا از سوی پشتو ټولنه کابل چاپ شده (عبدالروف بینوا رییس انجمن پشتو ( پشتو ټولنه) صفحه ۲ مقدمه دیوان رحمان بابا کابل چاپ ۱۳۲۶ه ش -۱۹۴۷)
و تاکنون دیوان رحمان بابا بارها از سوی اکادمی پشتو در پیشاور و پشتو ټولنه کابل در سالهای مختلف از جمله ۱۹۵۰، ۱۹۲۹، به چاپ رسیده است.
دیوان او به زبانهای مختلف از جمله ارود و انگلیسی ترجمه شده است.
مقبره بابا، پيشاور
درباره تاریخ وفات او هم اطلاعات دقیق در درست نیست اما محمد هوتکد ر پته خزانه صفحه ۹۵ سال وفات او را ۱۱۱۸ ذکر کرده است. البته این نظر از سوی برخی از نویسندگان نقد شده استو به این ترتیب عمر او ۸۲ یا ۸۶ سال می باشد. او در شهر پیشاور در نزدیکی مقبره اخوند درویزه در هزار خانه به خاک سپرده شد.هر سال در بهار بر مزار او یک مشاعره بزرگ برگزار می شود مقبره او در سال ۱۳۳۶ بوسیله انجمن افغان ( افغان ټولنه) کابل بنا شد. مقبره او زیارتگاه هر خاص و عام می باشد.رحمان بابا از ملا محمد یوسف یوسفزای تلمذ نمود و از او فقه و تصوف آموخت و بعد از آن به کوهات ( شهري در 50 کلومتري جنوب پیشاور) رفت و آنجا هم علوم عالي خواند و عالم خوبی گردید
او با حاجی بهادر کوهاتی شخصیت روحانی بیعت کرد.و راه تصوف و عرفان را پیش گرفت. بعد از آن در منطقه هزا ر خانه ساکن شد و تا آخر عمر آنجا مانداز نوشته های محققان و مورخان چنین بر می آید که رحمان بابا یک شخصیت عالم، مفکر و فاني فی الله، پرهیزگار و شاعر بزرگ می باشد تمام زندگی او در زهد و تقوا گذشت و درمیان تمام مناطق پشتون نشین به خاطر خداشناسی، زهد و پرهیزگاري شهرت یافت و به لقب بابا مشهور شد.مسلک او صلح و عشق بود و از هر گونه جنگ و درگیری بیزار بود(محمد هوتک بن داوود تدکرة الشعراء پته خزانه .صفحه ۹۴،قاضی عبدالحیم اثر مقدمه دیوان رحمان بابا شاعر انسانیت، چاپ ۱۹۶۳ میلادي)
همانند تاریخ تولد رحمان بابا از شرح حال زندگی او هم معلومات دقیق در دست نیست. و در تاریخهای معاصر از او خیلی اندک یاد شده است از شعرهای رحمان بابا هم در باره زندگی اش اطلاعات زیادی به دست نمی آید.اما نشانه ها حکایت از آن دارد که نامبرده در زمان اورنگزیب بادشاه مغول و بعد از او در زمان شاه عالم زنده بود. شاه عالم در سال ۱۱۱۸ به قدرت رسید. و در این زمان رحمان بابا خوشحال خان ختک برجسته ترین شاعر پشتو زبان را هم دیدار کرده است و به این ترتیب می توان زندگی او را از سال ۱۰۵۰ تا ۱۱۲۰ حدس زد(هیوز مقدمه کلبه افغاني چاپ سال ۱۸۹۳ )
صفات عشق وصوفی گری و فنا فی الله بودن اورا ودار کرد که از روستای خود به منطقه هزار خانه پیشاور برود. تماشای جمال و قدرت الهی و محبت به محبوب حقیقی سبب شد که او شعر های شیرین بگوید.
دیوان رحمان بابا که مشتمل بر پنج هزار شعر می باشد در دو دفتر نوشته شده است هر دفتر آن از نظر ردیف کامل می باشد و شامل بر چند قصیده، و مخمس و بیشتر غزل می باشد.و مضامین بشر دوستي، معرفت و تصوف را با کمال سلاست و سادگی و روانی بیان کرده است. هر دو دفتر از نظر فنون شاعرانه و ادب و نزاکت و لطافت خیال فرقی با هم ندارند. عده ای از مورخین عقیده دارند که رحمان بابا دیوان خود را در زندگی خود تنظيم نکرده است اما از برخی از شعرهای رحمان بابا چنین بر می آید که نامبرده در زندگی خود شعرش را تنظيم کرده و به شکل دیوان در آورده بود.(عبدالحئ پشتانه شعراء صفحه ۱۹۵ ) رحمان بابا در زبانهای پشتو، فارسی و عربی تبحر داشت.
دیوان اشعار رحمان بابا سلیس و به زبان ساده و روان می باشد و خوانندگان پشتون در محافل خود آنرا می خوانند. اشعارش مشتمل است بر مضامین اخلاقي ، دیني، اجتماعي و تصوف ومردم داری می باشد در تمام اقشار پشتونها به شعرهای رحمان بابا ارج می نهند و مردم عوام وخواص عاشق اشعار او هستند. در میان پشتونها کمتر کسی پیدا می شود که یکی از اشعار رحمان بابا را حفظ نباشد( عبدالرووف بینوا، مقدمه دیوان رحمان بابا صفحه۲-۳)مثلا به این دو شعر توجه کنید:
کر د ګلو کړه چې سیمه دې ګلزار شی
ازغي مه کره په پښو کې به دې خار شي
ته چې بل په غشو ولې هسې پوه شه
چې همدا غشی به ستا په لور ګذار شي
ته چې بل ته کوهی کنې هسې پوه شه
چرې ستا به د کوهي په غاړه لار شي
دیوان عبدالرحان با مقدمه عبدالرووف بینوا صفحه -۱۴۰-۱۳۹
رحمان بابا در اشعار خود سبک مستقل و از آن خود دارد او خود را در سبک شعری و ملازمات آن از جمله استعارات، تشبیهات و سایر نزاکت های ادبی نو آور می داند. و بعد از او شاعران نامداری شاگردان سبک او شده و به این سبک شعر خوانده اند ازجمله مصری خان گگیاني، معزالله خان،کاظم خان شیدا، نجیب، عبدالعظیم ارنیزي و پیر محمد کاکړ می توان اشاره کردمی توان گفت که تاثیر مکتب روشانیان در اشعار این شاعر و عارف بزرگ تا حدی دیده می شود.( عبدالحئ حبیبي پشتانه شعراء جلد یک چاپ کابل ،مقدمه دیوان رحمان بابا استاد حبیب الله رفیع چاپ ۱۳۵۶ هجري شمسي)
شاعری بابا
اندیشه عرفانی رحمان بابا از کلام دو عارف و شاعر بزرگ مشرق زمین سعدی شیرازی و لسان الغیب حافظ شیرازی نیز متاثر بوده است. او شاعري غزل گو است و درکلام او کلمات فارسي بوفور بکار رفته است.
از چند جهت با شاعر پر آوازه فارسی حافظ شیرازی مشابهت دارد از جمله اینکه هر دو غزلخوان هستند از دروان ابتدایی زندگی هر دو اطلاعات کافي در دست نیست هر دو یک دیوان دارند هر دو منطقه خود را ترک نکرده اند و به هردو لسان الغیب گفته می شود و مردم به اشعارش فال می گیرند(سید غیور حسین تاثیرات حافظ شیرازي بر ادب پشتو مجله دانش شماره ۶۴-۶۵ بهار و تابستان ۱۳۸۰شمسي)
اگر چه استاد حبیب الله رفیع در کتاب خود رحمانی خم با توجه به اشعار او می نویسد که نامبرده به کابل هم رفته است .(مقدمه دیوان رحمان بابا استاد حبیب الله رفیع چاپ ۱۳۵۶ هجري شمسي) رحمان بابا در اشعار خود فقط احساسات پاک خود را بیان کرده است و به هیچ کس هجو نکرده است. البته گاهگاهی از مشکلات و ستمی که پادشاهان مغول هم عصر او برای مردم بوجود آورده اند و از حاکمان پیشاور گلایه دارد و آن را محکوم می کند.
شعر او آیینه احساسات و عواطف فطري انسان و ملي پشتونها می باشد که با زبان و شعرهای خیلی ساده از این خصوصیات حکایت کرده است.او در شعر های خود درس زندگی اجتماعي و آداب معاشرت و اخلاق و تهذیب می دهد او عشق و جذب را اساس حرکت دنیا می داند.
هغه ژوی چې بې خدایه محبت کا
همګی واړه بې ځایه محبت کا
محبت بې خدایه واړه د زړه رنځ دی
که مدام له چنګ و نایه محبت کا
خر خاری ده چې یې یو له بله کاندي
هر خود رای چې له خود رایه محبت کا
(دیوان رحمان صفحه۲۷ چاپ کابل سال ۱۳۲۶)
چې مدام د بل وعیبو ته نظر کړې
خدای له خپله عیبه ولې ناخبر کړې
که یوه جودانه عیب وینې په بل کې
هغه یو جودانه عیب به یې لوی غر کړې
خدای وتاته ملایکو مقام در کړ
ته دا خپل صورت په خپله ګاو خر کړې.
(دیوان رحمان صفحه ۱۳۵ چاپ کابل ۱۳۲۶)
دوباره دې راتله نیشته په دنیا
نن دې وار دی که دروغ کړې که رښتیا
هر چار چې تر وخت تیره شي عنقا شي
عنقا نه دي په دام نښتي د هیچا
که مقصود لرې تلوار کړه وخت کوتاه دی
غره مه شه د دې عمر په بقا
(دیوان رحمان بابا صفحه ۸ چاپ کابل سال ۱۳۲۶)
رحمان بابا اگر چه شاعر صوفی و متصوف است و از مشکلات و مسایل دنیا خوشش نمی آید اما شعرش از روح زندگی برخوردار است. مردم را فقط به رهبانیت دعوت نمی کند بلکه درس زندگی به آنها می دهد.و شعر او پیام چگونه زیستن را دارد. در شعرش وحدت الشهود ، عشق الهی و عشق محمدی موج می زند و در اشعار خود فقط طرفدار عشق الهی و حقیقی است و سایر لوازمات و امتیازات از جمله امتیازات قومی را فراموش کرده و آنرا محکوم می کند و ثبات در زندگی را رکن اساسی زندگی می داند. قبل از رحمان بابا مرزا خان انصاري در شاعری صوفیانه آوازه داشت و شاعري او رنگ عرفان داشت ولی از سلاست و روانی لازم برخوردار نبود.اما رحمان بابا در عرصه تصوف شعر سلیس و روان گفت و در برابر سوز عشق و بیان واردات او شعرهای سایر شعرا کمرنگ شدند.به همین علت رنگ وحدة الشهودی او بیشتر از وحدت الوجودی فرقه روشنیه مقبول شد.(عبدالحئ حبیبي پشتانه شعرا صفحه ۱۹۵ چاپ کابل ۱۳۲۰)
مردم عامه و فقراء و دوستداران خدا اشعار عبدالرحمان را زیاد می خوانند و مي پسندند مردم عوام از آن فال می گیرند و حتی طبقه زنان آنرا زیاد می خوانند(محمد هوتک بن داوود تدکرة الشعراء پته خزانه .صفحه ۹۴ ) د یوان او جز نصاب کتابهایی درسی درپشتونخوا و افغانستان می باشد چون خدا در دیوانش یک برکت و جذابیت خاصی گذاشته است که اشعارش خیلی زود به دل می نشینند و حفظ می شوند.او عزیز ترین و محبوب ترین شاعر درمیان پشتونها می باشد. قدیم ترین نسخه آن در سال ۱۲۹۳ هجری قمری به تصحیح مولوی احمد در لاهور چاپ شده استبعد از آن در سال ۱۳۲۶هجري شمسي دیوان او با تصحیح تدوین و تطبیق استاد عبدالرووف بینوا از سوی پشتو ټولنه کابل چاپ شده (عبدالروف بینوا رییس انجمن پشتو ( پشتو ټولنه) صفحه ۲ مقدمه دیوان رحمان بابا کابل چاپ ۱۳۲۶ه ش -۱۹۴۷)
و تاکنون دیوان رحمان بابا بارها از سوی اکادمی پشتو در پیشاور و پشتو ټولنه کابل در سالهای مختلف از جمله ۱۹۵۰، ۱۹۲۹، به چاپ رسیده است.
دیوان او به زبانهای مختلف از جمله ارود و انگلیسی ترجمه شده است.
مقبره بابا، پيشاور
درباره تاریخ وفات او هم اطلاعات دقیق در درست نیست اما محمد هوتکد ر پته خزانه صفحه ۹۵ سال وفات او را ۱۱۱۸ ذکر کرده است. البته این نظر از سوی برخی از نویسندگان نقد شده استو به این ترتیب عمر او ۸۲ یا ۸۶ سال می باشد. او در شهر پیشاور در نزدیکی مقبره اخوند درویزه در هزار خانه به خاک سپرده شد.هر سال در بهار بر مزار او یک مشاعره بزرگ برگزار می شود مقبره او در سال ۱۳۳۶ بوسیله انجمن افغان ( افغان ټولنه) کابل بنا شد. مقبره او زیارتگاه هر خاص و عام می باشد.

## اشعار
اشعار رحمان بابا به زبان‌های مختلف ترجمه شده‌است. از جمله کتاب «اشعار رحمان بابا، شاعر پشتونها» که توسط دو معلم زبان انگلیسی «رابرت سامپسون» و «معین خان» به انگلیسی ترجمه و موضوعات مربوط یه «جهاد» در این کتاب ترجمه سانسور گردید.